# El mundo azul. Ama tu caos
El mundo azul. Ama tu caos es una novela de ficción del escritor español Albert Espinosa, publicada en 2015.
La premisa de la novela se resume: "El caos es lo que te hace diferente. Lo que la gente no entiende de ti o lo que desea que cambies. Pero el caos es parte de uno, por ello, cuando alguien no te entienda dile: «Ama mi caos»".

## Argumento
Espinosa nos introduce en una narración de aventuras y emociones sobre un grupo de jóvenes que se enfrentan a un gran reto: rebelarse contra un mundo que trata de ordenar su caos. A través de cinco personajes, una isla y una búsqueda incesante por vivir, el autor vuelve a introducirnos en su particular universo con una historia que se desarrolla en un mundo onírico y fantástico, con un arranque contundente y un desenlace esperanzador y lleno de luz.

## Antecedentes
El mundo azul. Ama tu caos. es una novela de Espinosa que enlaza con El mundo amarillo y Pulseras rojas y con la que se cierra una trilogía de colores que hablan de vida, de lucha y de muerte.

## Personajes principales
La historia tiene su principio y su fin con los mismos personajes, son unas personas que se alojan en una isla con la finalidad de aprender las cosas de la vida que aún no saben antes de morir. El autor habla de un personaje principal del cual no conocemos el nombre, así mismo, de los personajes que van apareciendo a lo largo del libro tampoco se conoce el nombre, solo los motes que el personaje principal les ha asignado:  "la chica enfadada", "la chica joven que parecía mayor", Tronco, Niño y Perro.